# Luis Miguel
Luis Miguel Gallego Basteri (San Juan, 19 aprile 1970) è un cantante messicano nato a Porto Rico.
Soprannominato "El Sol de México" (Il Sole del Messico), è considerato uno degli artisti musicali di maggior successo nella storia dell'America Latina, essendosi cimentato fruttuosamente in una vasta gamma di stili musicali, tra cui pop, ballata, bolero, tango, jazz, big band e ranchera. Luis Miguel è anche riconosciuto come l'unico cantante latino della sua generazione a non essersi inserito nel mercato anglofono durante la "Latin Explosion" negli anni novanta. Nonostante abbia cantato quasi esclusivamente in spagnolo, ha continuato a essere l'artista latino più venduto negli anni novanta ed è stato accreditato per aver reso popolare il genere bolero nel mercato mainstream. Ha venduto oltre 100 milioni di dischi in tutto il mondo.

## Biografia
Nato a Puerto Rico, i suoi genitori lavoravano entrambi nel mondo dello spettacolo: sua madre, Marcella Basteri, italiana nata a Carrara nel 1947, scomparve in circostanze misteriose nel settembre 1986 a Madrid; suo padre, Luisito Rey, era un chitarrista e cantante spagnolo.
La sua carriera artistica iniziò all'età di undici anni, nel 1981, con la pubblicazione dell'album Un sol, in lingua spagnola. Nel 1985, appena quindicenne, prese parte al Festival di Sanremo, piazzandosi secondo nella categoria Campioni con una canzone scritta da Cristiano Minellono e Toto Cutugno, Noi, ragazzi di oggi, incisa anche in lingua spagnola col titolo Los muchachos de hoy.
Nello stesso anno Luis vinse un Grammy Award per il duetto Me Gustas Tal Como Eres (I Like You Just The Way You Are) con Sheena Easton. Nel 1991 pubblicò l'album Romance seguito da Segundo romance del 1994.
Luis Miguel è anche conosciuto per gli alti incassi dei suoi tour e le sue ottime prestazioni dal vivo. Il suo Amarte Es Un Placer Tour ha avuto una durata di 8 mesi nel periodo 1999-2000 ed ha attraversato 8 paesi in due continenti. Il tour ha raccolto 1,5 milioni di fan in 105 concerti. È stato il tour dal maggior incasso per un artista latino, così come il più vasto. Questi due record sono stati infranti dal suo tour del 2005/2007 México en la piel, con un totale di 129 concerti, per oltre 1,4 milioni di spettatori ed incassando più di 95 milioni di dollari.
In una carriera che ha attraversato più di 25 anni, è diventato il maggiore cantante dell'America Latina, dopo aver affrontato e mescolato con successo la musica pop, bolero, mariachi e le ballate romantiche. A fine anni '80, Luis Miguel ha fatto la transizione da star bambino a cantante consolidato a livello internazionale, e da allora è diventato uno dei più venerati e popolari artisti latino-americani di sempre. La sua gamma vocale e le prestazioni sono state elogiate dai critici e da altri artisti in tutto il mondo.
Frank Sinatra ha invitato personalmente Luis Miguel a partecipare a un duetto nell'album Duets II. Luis Miguel è stato definito più volte dalla stampa e dai media come il "Frank Sinatra latino".
La sua musica ha raggiunto continenti che non parlano spagnolo come l'Asia e l'Africa. La stampa ha dichiarato che, al momento della sua cattura, il dittatore Saddam Hussein aveva l'album Segundo Romance tra le sue cose.
Nel 2018 esce la serie televisiva della sua vita intitolata "Luis Miguel La Serie" composta da 13 episodi, dove si parla di tematiche molto forti come la sparizione della madre, il rapporto burrascoso col padre e i problemi economici.

## Discografia

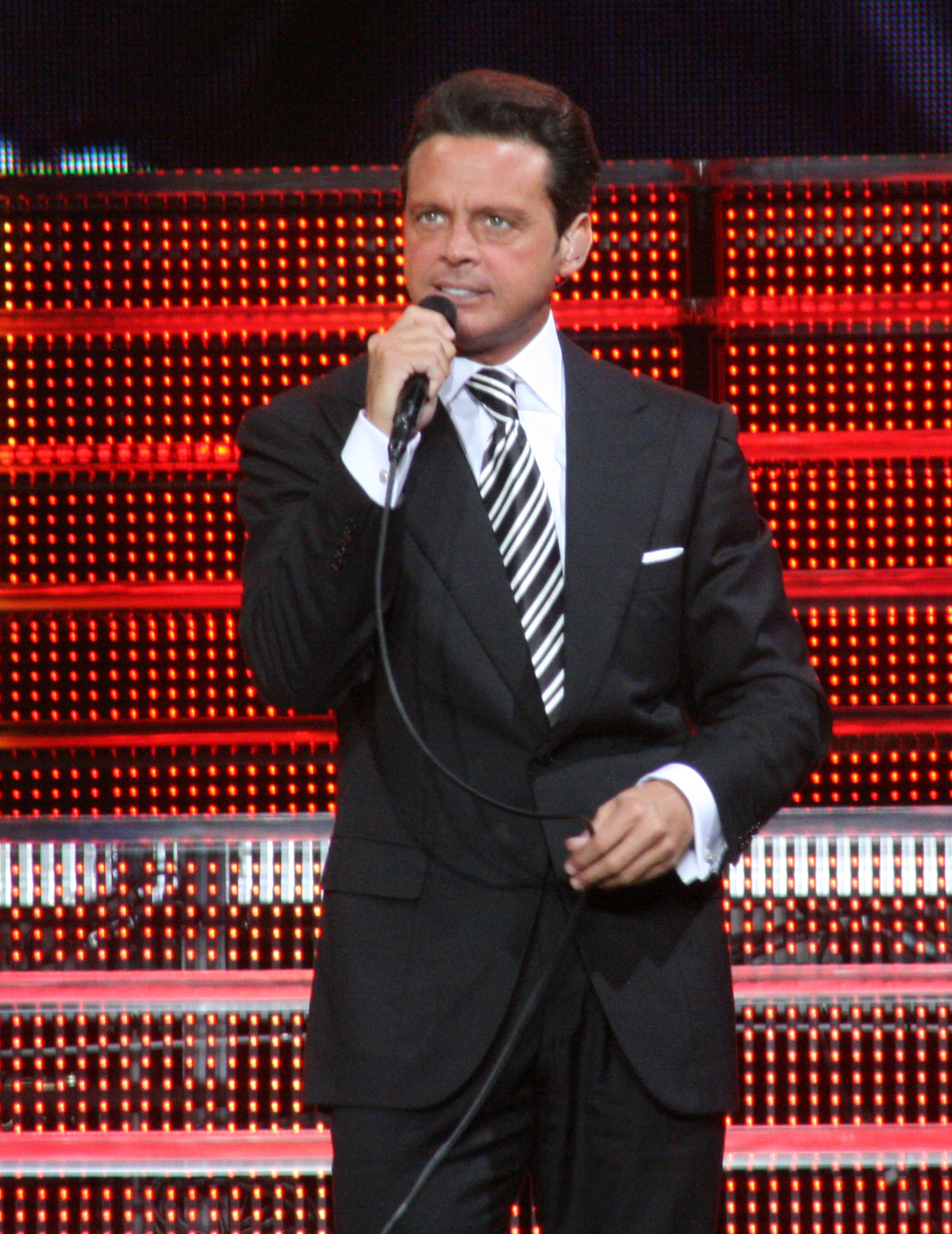
Luis Miguel al Festival di Sanremo 1985

- 1982 - ...un sol
- 1982 - Directo al corazón
- 1983 - Decídete
- 1984 - Ya nunca más
- 1984 - También es rock
- 1984 - Palabra de honor
- 1985 - Fiebre de amor
- 1987 - Soy como quiero ser
- 1988 - Busca una mujer
- 1990 - 20 años
- 1991 - Romance
- 1993 - Aries
- 1994 - Segundo romance
- 1996 - Nada es igual
- 1997 - Romances
- 1999 - Amarte es un placer
- 2001 - Mis romances
- 2003 - 33
- 2004 - México en la piel
- 2006 - Navidades
- 2008 - Cómplices
- 2010 - Luis Miguel
- 2017 - ¡México por siempre!

## Tour
- (1982) Un Sol Tour
- (1983) Directo Al Corazon Tour
- (1983-1984) Decídete Tour
- (1984-1985) Palabra De Honor Tour
- (1985-1986) Fiebre de Amor tour
- (1987–1988) Soy Como Quiero Ser Tour
- (1989–1990) Un Hombre Busca Una Mujer Tour
- (1990–1991) 20 Años Tour
- (1991–1992) Romance Tour
- (1993–1994) Aries Tour
- (1994) Segundo Romance Tour
- (1995) El Concierto Tour
- (1996) America Tour
- (1997–1998) Romances Tour
- (1999–2000) Amarte Es Un Placer Tour
- (2002) Mis Romances Tour
- (2003–2004) 33 Tour
- (2005–2007) México En La Piel Tour
- (2008–2009) Cómplices Tour
- (2010–2013) Luis Miguel Tour
- (2014–2015) Deja Vu Tour
- (2018-2019) México Por Siempre Tour
- (2023-2024) Luis Miguel Tour 2023 2024

## Partecipazioni alFestival di Sanremo
| Anno e Categoria      | Brani (autori - compositori)                              | Interprete  | Piazzamento |
| --------------------- | --------------------------------------------------------- | ----------- | ----------- |
| Sanremo 1985 Campioni | Noi, ragazzi di oggi (Toto Cutugno e Cristiano Minellono) | Luis Miguel | 2º          |

## Filmografia
| Anno | Film                   | Colonna sonora         | Personaggio |
| ---- | ---------------------- | ---------------------- | ----------- |
| 1984 | Ya nunca más (film)    | Ya nunca más           | Luis Aranda |
| 1985 | Febbre d'amore (film)  | Fiebre de amor         | Luis Miguel |
| 2018 | Luis Miguel - La serie | Luis Miguel - La serie | Luis Miguel |